# Verein für Bewegungsspiele Stuttgart 1893 2007-2008
Questa voce raccoglie le informazioni riguardanti il Verein für Bewegungsspiele Stuttgart 1893 nelle competizioni ufficiali della stagione 2007-2008.

## Stagione
Nella stagione 2007-2008 lo Stoccarda, allenato da Armin Veh, concluse il campionato al sesto posto. In Coppa di Germania il cammino dei Roten si concluse ai quarti di finale, dove furono eliminati dal Carl Zeiss Jena, squadra di Zweite Bundesliga. La squadra, in qualità di campione di Germania prese parte alla UEFA Champions League, senza tuttavia riuscire a superare la fase a gironi. Lo Stoccarda partecipò anche all'ultima edizione di coppa di lega tedesca, perdendo in semifinale contro il Bayern Monaco.

## Maglie e sponsor
|  | Casa |  | Trasferta |  | Terza maglia |  | Quarta maglia |

## Rosa
| N. |                           | Ruolo | Calciatore         |
| -- | ------------------------- | ----- | ------------------ |
| 1  | Germania (bandiera)       | P     | Raphael Schäfer    |
| 31 | Germania (bandiera)       | P     | Alexander Stolz    |
| 24 | Germania (bandiera)       | P     | Sven Ulreich       |
| 2  | Germania (bandiera)       | D     | Andreas Beck       |
| 15 | Costa d'Avorio (bandiera) | D     | Arthur Boka        |
| 17 | Francia (bandiera)        | D     | Matthieu Delpierre |
| 6  | Portogallo (bandiera)     | D     | Fernando Meira     |
| 21 | Svizzera (bandiera)       | D     | Ludovic Magnin     |
| 3  | Messico (bandiera)        | D     | Ricardo Osorio     |
| 42 | Germania (bandiera)       | D     | Marco Pischorn     |
| 5  | Germania (bandiera)       | D     | Serdar Taşçı       |
| 25 | Brasile (bandiera)        | C     | Antônio da Silva   |
| 10 | Turchia (bandiera)        | C     | Yıldıray Baştürk   |
| 8  | Svezia (bandiera)         | C     | Alexander Farnerud |
| 19 | Germania (bandiera)       | C     | Roberto Hilbert    |

| N. |                     | Ruolo | Calciatore          |
| -- | ------------------- | ----- | ------------------- |
| 11 | Germania (bandiera) | C     | Thomas Hitzlsperger |
| 30 | Germania (bandiera) | C     | José Ikeng          |
| 28 | Germania (bandiera) | C     | Sami Khedira        |
| 7  | Germania (bandiera) | C     | Silvio Meißner      |
| 13 | Messico (bandiera)  | C     | Pável Pardo         |
| 36 | Germania (bandiera) | C     | Peter Perchtold     |
| 40 | Germania (bandiera) | C     | Julian Schuster     |
| 35 | Germania (bandiera) | C     | Christian Träsch    |
| 18 | Germania (bandiera) | A     | Cacau               |
| 23 | Germania (bandiera) | A     | Manuel Fischer      |
| 33 | Germania (bandiera) | A     | Mario Gómez         |
| 20 | Romania (bandiera)  | A     | Ciprian Marica      |
| 39 | Romania (bandiera)  | A     | Sergiu Radu         |
| 27 | Germania (bandiera) | A     | Johannes Rahn       |

## Organigramma societario
Area tecnica
- Allenatore: Armin Veh
- Allenatore in seconda: Markus Babbel, Alfons Higl
- Preparatore dei portieri: Eberhard Trautner
- Preparatori atletici: Günter Kern, Matthias Hahn, Frank Haile, Christian Kolodziej, Manuel Roth, Gerhard Wörn

## Risultati

### Bundesliga

#### Girone di andata
| Arbitro: | Fandel |

|                              |           |                              |
| Khedira 63’ Pardo 67’ (rig.) | Marcatori | 25’ K'obiashvili 76’ Rakitić |

| Arbitro: | Kinhöfer |

|                                           |           |                  |
| Chahed 51’ (rig.) Fathi 65’ Okoronkwo 81’ | Marcatori | 15’ Hitzlsperger |

| Arbitro: | Gräfe |

|           |           |  |
| Gómez 35’ | Marcatori |  |

| Arbitro: | Merk |

|            |           |  |
| Hajnal 54’ | Marcatori |  |

| Arbitro: | Rafati |

|                                  |           |  |
| Cacau 53’ Ewerthon 78’ Gómez 82’ | Marcatori |  |

| Arbitro: | Stark |

|                                     |           |           |
| Almeida 3’, 4’ Sanogo 15’ Diego 89’ | Marcatori | 13’ Gómez |

| Arbitro: | Meyer |

|             |           |  |
| Hilbert 50’ | Marcatori |  |

| Arbitro: | Kempter |

|                         |           |           |
| Rathgeb 16’ Orestes 18’ | Marcatori | 74’ Gómez |

| Arbitro: | Merk |

|  |           |                       |
|  | Marcatori | 8’ (rig.), 52’ Huszti |

| Arbitro: | Fleischer |

|                                 |           |           |
| Olić 7’, 22’, 35’ Mathijsen 59’ | Marcatori | 73’ Taşçı |

| Arbitro: | Perl |

|          |           |  |
| Beck 72’ | Marcatori |  |

| Arbitro: | Fandel |

|  |           |           |
|  | Marcatori | 25’ Gómez |

| Arbitro: | Kinhöfer |

|                            |           |          |
| Gómez 10’, 42’ Baştürk 30’ | Marcatori | 86’ Toni |

| Arbitro: | Gagelmann |

|            |           |                                                   |
| Köhler 41’ | Marcatori | 45’ Hilbert 48’ Marica 57’ Hitzlsperger 90’ Cacau |

| Arbitro: | Brych |

|           |           |                       |
| Meira 35’ | Marcatori | 11’ Valdez 79’ Petrić |

| Arbitro: | Merk |

|                                       |           |           |
| Marica 26’ Cacau 48’ Hitzlsperger 86’ | Marcatori | 51’ Džeko |

| Arbitro: | Gräfe |

|                           |           |  |
| Kamper 79’ Wichniarek 90’ | Marcatori |  |

#### Girone di ritorno
| Arbitro: | Brych |

|                                             |           |             |
| Kurányi 32’, 52’ Westermann 76’ Roberto 90’ | Marcatori | 62’ Antônio |

| Arbitro: | Fandel |

|           |           |                              |
| Gómez 41’ | Marcatori | 7’, 45’ Pantelić 49’ Raffael |

| Arbitro: | Rafati |

|                           |           |                                 |
| Niculescu 49’ Ishiaku 57’ | Marcatori | 16’, 41’ Gómez 90’ Hitzlsperger |

| Arbitro: | Merk |

|                                |           |            |
| Gómez 5’ Hilbert 25’ Cacau 88’ | Marcatori | 81’ Hajnal |

| Arbitro: | Fandel |

|                                                           |           |                                       |
| Gómez 20’, 43’, 65’ Cacau 66’, 87’ Mertesacker 84’ (aut.) | Marcatori | 9’ Almeida 60’ Boenisch 77’ Rosenberg |

| Arbitro: | Gagelmann |

|  |           |           |
|  | Marcatori | 30’ Meira |

| Arbitro: | Sippel |

|               |           |                  |
| Dabrowski 20’ | Marcatori | 47’ Hitzlsperger |

| Arbitro: | Perl |

|                                                  |           |             |
| Pardo 52’ (rig.) Cacau 55’ Gómez 88’ Baştürk 90’ | Marcatori | 56’ Orestes |

| Hannover 30 marzo 2008, ore 17:00 CEST 26ª giornata | Hannover 96 | 0 – 0 referto | Stoccarda | AWD-Arena (45 176 spett.)\| Arbitro: \| Seemann \| |
| Arbitro:                                            | Seemann     |               |           |                                                    |

| Arbitro: | Rafati |

|             |           |  |
| Hilbert 20’ | Marcatori |  |

| Arbitro: | Kempter |

|                              |           |  |
| Rolfes 40’, 70’ Kießling 45’ | Marcatori |  |

| Arbitro: | Wagner |

|                                |           |  |
| Cacau 3’ Antônio 13’ Meira 32’ | Marcatori |  |

| Arbitro: | Meyer |

|                                        |           |             |
| Toni 8’ van Bommel 55’ Ribéry 75’, 76’ | Marcatori | 19’ Antônio |

| Arbitro: | Merk |

|                                    |           |                |
| Baştürk 3’, 18’ Gómez 7’ Cacau 47’ | Marcatori | 63’ Amanatidīs |

| Arbitro: | Kempter |

|                         |           |                |
| Tinga 35’ Frei 59’, 79’ | Marcatori | 55’, 83’ Gómez |

| Arbitro: | Stark |

|                                                |           |  |
| Marcelinho 16’ Džeko 22’ Costa 55’ Dejagah 76’ | Marcatori |  |

| Arbitro: | Meyer |

|                              |           |                       |
| Gómez 75’ (rig.) Fischer 85’ | Marcatori | 10’ Tesche 86’ Eigler |

### Coppa di Germania
| Arbitro: | Brych |

|           |           |                                |
| Catic 47’ | Marcatori | 65’ (rig.), 90’ (rig.) Hilbert |

| Arbitro: | Kempter |

|                                  |           |                     |
| Hitzlsperger 31’, 36’ Gómez 119’ | Marcatori | 66’ Koen 69’ Döring |

| Arbitro: | Drees |

|                      |           |                     |
| Heider 57’ Peitz 71’ | Marcatori | 29’, 32’, 43’ Gómez |

| Arbitro: | Kinhöfer |

|                                          |                      |                                  |
| Gómez 81’, 94’                           | Marcatori            | 33’ Werner 120’ Müller           |
| Pardo Hilbert Cacau Antônio Hitzlsperger | Tiri di rigore 4 – 5 | Müller Werner Saka Šimák Ziegner |

### Coppa di Lega
| Arbitro: | Rafati |

|  |           |                      |
|  | Marcatori | 8’ Ribéry 66’ Wagner |

### Champions League
| Arbitro: | Farina |

|                                 |           |           |
| Adam 62’ Darcheville 75’ (rig.) | Marcatori | 56’ Gómez |

| Arbitro: | Hansson |

|  |           |                     |
|  | Marcatori | 53’ Puyol 67’ Messi |

| Arbitro: | Batista |

|  |           |                           |
|  | Marcatori | 56’ F. Santos 79’ Benzema |

| Arbitro: | Baskakov |

|                                            |           |                |
| Ben Arfa 5’, 37’ Källström 15’ Juninho 90’ | Marcatori | 16’, 56’ Gómez |

| Arbitro: | Ceferin |

|                                |           |                       |
| Cacau 45’ Pardo 62’ Marica 85’ | Marcatori | 27’ Adam 70’ Ferguson |

| Arbitro: | Lannoy |

|                                         |           |            |
| dos Santos 36’ Eto'o 57’ Ronaldinho 67’ | Marcatori | 3’ Antônio |

## Statistiche

### Statistiche di squadra
| Competizione      | Punti | In casa | In casa | In casa | In casa | In casa | In casa | In trasferta | In trasferta | In trasferta | In trasferta | In trasferta | In trasferta | Totale | Totale | Totale | Totale | Totale | Totale | DR |
| Competizione      | Punti | G       | V       | N       | P       | Gf      | Gs      | G            | V            | N            | P            | Gf           | Gs           | G      | V      | N      | P      | Gf     | Gs     | DR |
| ----------------- | ----- | ------- | ------- | ------- | ------- | ------- | ------- | ------------ | ------------ | ------------ | ------------ | ------------ | ------------ | ------ | ------ | ------ | ------ | ------ | ------ | -- |
| Bundesliga        | 52    | 17      | 12      | 2       | 3       | 39      | 19      | 17           | 4            | 2            | 11           | 18           | 38           | 34     | 16     | 4      | 14     | 57     | 57     | 0  |
| Coppa di Germania | -     | 2       | 1       | 1       | 0       | 5       | 4       | 2            | 2            | 0            | 0            | 5            | 3            | 4      | 3      | 1      | 0      | 10     | 7      | +3 |
| Coppa di Lega     | -     | 1       | 0       | 0       | 1       | 0       | 2       | 0            | 0            | 0            | 0            | 0            | 0            | 1      | 0      | 0      | 1      | 0      | 2      | -2 |
| Champions League  | 3     | 3       | 1       | 0       | 2       | 3       | 6       | 3            | 0            | 0            | 3            | 4            | 9            | 6      | 1      | 0      | 5      | 7      | 15     | -8 |
| Totale            | -     | 23      | 14      | 3       | 6       | 47      | 31      | 22           | 6            | 2            | 14           | 27           | 50           | 45     | 20     | 5      | 20     | 74     | 81     | -7 |

### Andamento in campionato
| Giornata  | 1 | 2  | 3 | 4  | 5 | 6  | 7 | 8  | 9  | 10 | 11 | 12 | 13 | 14 | 15 | 16 | 17 | 18 | 19 | 20 | 21 | 22 | 23 | 24 | 25 | 26 | 27 | 28 | 29 | 30 | 31 | 32 | 33 | 34 |
| --------- | - | -- | - | -- | - | -- | - | -- | -- | -- | -- | -- | -- | -- | -- | -- | -- | -- | -- | -- | -- | -- | -- | -- | -- | -- | -- | -- | -- | -- | -- | -- | -- | -- |
| Luogo     | C | T  | C | T  | C | T  | C | T  | C  | T  | C  | T  | C  | T  | C  | C  | T  | T  | C  | T  | C  | C  | T  | T  | C  | T  | C  | T  | C  | T  | C  | T  | T  | C  |
| Risultato | N | P  | V | P  | V | P  | V | P  | P  | P  | V  | V  | V  | V  | P  | V  | P  | P  | P  | V  | V  | V  | V  | N  | V  | N  | V  | P  | V  | P  | V  | P  | P  | N  |
| Posizione | 7 | 15 | 9 | 15 | 9 | 13 | 9 | 10 | 12 | 14 | 12 | 11 | 9  | 7  | 8  | 8  | 8  | 9  | 10 | 10 | 8  | 7  | 6  | 6  | 6  | 6  | 5  | 6  | 5  | 6  | 5  | 5  | 7  | 6  |

Legenda:

Luogo: C = Casa; T = Trasferta. Risultato: V = Vittoria; N = Pareggio; P = Sconfitta.

### Statistiche dei giocatori
| Giocatore       | Bundesliga | Bundesliga | Bundesliga  | Bundesliga | Coppa di Germania | Coppa di Germania | Coppa di Germania | Coppa di Germania | Champions League | Champions League | Champions League | Champions League | Totale   | Totale | Totale      | Totale     |
| Giocatore       | Presenze   | Reti       | Ammonizioni | Espulsioni | Presenze          | Reti              | Ammonizioni       | Espulsioni        | Presenze         | Reti             | Ammonizioni      | Espulsioni       | Presenze | Reti   | Ammonizioni | Espulsioni |
| --------------- | ---------- | ---------- | ----------- | ---------- | ----------------- | ----------------- | ----------------- | ----------------- | ---------------- | ---------------- | ---------------- | ---------------- | -------- | ------ | ----------- | ---------- |
| R. Schäfer      | 23         | 0          | 2           | 0          | 3                 | 0                 | 0                 | 0                 | 6                | 0                | 1                | 0                | 32       | 0      | 3           | 0          |
| A. Stolz        | -          | -          | -           | -          | -                 | -                 | -                 | -                 | -                | -                | -                | -                | -        | -      | -           | -          |
| S. Ulreich      | 11         | 0          | 0           | 0          | 1                 | 0                 | 0                 | 0                 | -                | -                | -                | -                | 12       | 0      | 0           | 0          |
| A. Beck         | 18         | 1          | 2           | 0          | 3                 | 0                 | 2                 | 0                 | 2                | 0                | 0                | 0                | 23       | 1      | 4           | 0          |
| A. Boka         | 17         | 0          | 3           | 0          | 2                 | 0                 | 1                 | 0                 | 3                | 0                | 0                | 0                | 22       | 0      | 4           | 0          |
| M. Delpierre    | 22         | 0          | 4           | 1          | 3                 | 0                 | 1                 | 0                 | 3                | 0                | 0                | 0                | 28       | 0      | 5           | 1          |
| F. Meira        | 28         | 3          | 3           | 2          | 3                 | 0                 | 1                 | 1                 | 6                | 0                | 2                | 0                | 37       | 3      | 6           | 3          |
| L. Magnin       | 27         | 0          | 4           | 0          | 1                 | 0                 | 0                 | 0                 | 3                | 0                | 1                | 0                | 31       | 0      | 5           | 0          |
| R. Osorio       | 22         | 0          | 1           | 1          | 2                 | 0                 | 0                 | 0                 | 5                | 0                | 0                | 0                | 29       | 0      | 1           | 1          |
| M. Pischorn     | 4          | 0          | 0           | 0          | 1                 | 0                 | 0                 | 0                 | -                | -                | -                | -                | 5        | 0      | 0           | 0          |
| S. Taşçı        | 21         | 1          | 5           | 0          | 2                 | 0                 | 0                 | 0                 | 6                | 0                | 1                | 0                | 29       | 1      | 6           | 0          |
| A. Silva        | 20         | 3          | 2           | 0          | 3                 | 0                 | 0                 | 0                 | 3                | 1                | 0                | 0                | 26       | 4      | 2           | 0          |
| Y. Baştürk      | 26         | 4          | 2           | 0          | 3                 | 0                 | 2                 | 0                 | 4                | 0                | 1                | 0                | 33       | 4      | 5           | 0          |
| A. Farnerud     | 11         | 0          | 2           | 0          | 1                 | 0                 | 0                 | 0                 | 4                | 0                | 0                | 0                | 16       | 0      | 2           | 0          |
| R. Hilbert      | 32         | 4          | 7           | 0          | 3                 | 2                 | 0                 | 0                 | 5                | 0                | 1                | 0                | 40       | 6      | 8           | 0          |
| T. Hitzlsperger | 25         | 5          | 3           | 0          | 4                 | 2                 | 1                 | 0                 | 2                | 0                | 0                | 0                | 31       | 7      | 4           | 0          |
| J. Ikeng        | -          | -          | -           | -          | -                 | -                 | -                 | -                 | -                | -                | -                | -                | -        | -      | -           | -          |
| S. Khedira      | 24         | 1          | 4           | 0          | 4                 | 0                 | 0                 | 0                 | 5                | 0                | 1                | 0                | 33       | 1      | 5           | 0          |
| S. Meißner      | 8          | 0          | 1           | 0          | 1                 | 0                 | 0                 | 0                 | 3                | 0                | 0                | 0                | 12       | 0      | 1           | 0          |
| P. Pardo        | 29         | 2          | 4           | 2          | 3                 | 0                 | 1                 | 0                 | 4                | 1                | 1                | 0                | 36       | 3      | 6           | 2          |
| P. Perchtold    | 2          | 0          | 1           | 0          | -                 | -                 | -                 | -                 | -                | -                | -                | -                | 2        | 0      | 1           | 0          |
| J. Schuster     | 2          | 0          | 0           | 0          | 1                 | 0                 | 0                 | 0                 | -                | -                | -                | -                | 3        | 0      | 0           | 0          |
| C. Träsch       | 1          | 0          | 0           | 0          | -                 | -                 | -                 | -                 | -                | -                | -                | -                | 1        | 0      | 0           | 0          |
| Cacau           | 27         | 9          | 6           | 0          | 1                 | 0                 | 0                 | 0                 | 5                | 1                | 1                | 0                | 33       | 10     | 7           | 0          |
| M. Fischer      | 2          | 1          | 0           | 0          | -                 | -                 | -                 | -                 | 1                | 0                | 0                | 0                | 3        | 1      | 0           | 0          |
| M. Gómez        | 25         | 19         | 1           | 0          | 3                 | 6                 | 2                 | 0                 | 4                | 3                | 0                | 0                | 32       | 28     | 3           | 0          |
| C. Marica       | 28         | 2          | 4           | 0          | 3                 | 0                 | 0                 | 0                 | 4                | 1                | 0                | 0                | 35       | 3      | 4           | 0          |
| S. Radu         | 2          | 0          | 0           | 0          | 1                 | 0                 | 0                 | 0                 | -                | -                | -                | -                | 3        | 0      | 0           | 0          |
| J. Rahn         | -          | -          | -           | -          | -                 | -                 | -                 | -                 | -                | -                | -                | -                | -        | -      | -           | -          |
| Ewerthon        | 11         | 1          | 1           | 0          | 2                 | 0                 | 0                 | 0                 | 4                | 0                | 0                | 0                | 17       | 1      | 1           | 0          |
| D. Pisot        | 1          | 0          | 0           | 0          | -                 | -                 | -                 | -                 | -                | -                | -                | -                | 1        | 0      | 0           | 0          |
| Gledson         | 1          | 0          | 0           | 1          | -                 | -                 | -                 | -                 | 1                | 0                | 0                | 1                |          |        |             |            |